# Aztec Eagle Warriors
Die Aztec Eagle Warriors sind ein semi-professioneller mexikanischer Eishockeyclub aus Mexiko-Stadt, der 2010 gegründet wurde und in der Liga Mexicana Élite spielt.

## Geschichte
Die Aztec Eagle Warriors nahmen zur Saison 2010/11 als Gründungsmitglied den Spielbetrieb in der erstmals ausgetragenen Liga Mexicana Élite auf. In ihrer Premierenspielzeit belegte die Mannschaft den 2. Platz der Hauptrunde und scheiterte in den Playoffs in zwei Spielen am späteren Meister Teotihuacan Priests. 
Der Teamname und das Vereinslogo sind an die Adlerkrieger der Azteken angelehnt. 